# Последовательная высокодозная химиотерапия
Последовательная высокодозная химиотерапия, или секвенциальная высокодозная химиотерапия (англ. sequential high-dose chemotherapy), в обиходе онкогематологов нередко называемая просто «секвенс» — это метод химиотерапии злокачественных новообразований, заключающийся в последовательном назначении 2-4 курсов высокодозной монотерапии (то есть терапии одним препаратом, не комбинацией). При этом в каждом следующем курсе в составе последовательности используется другой препарат, не имеющий перекрёстной резистентности с первым. Применяется преимущественно при рецидивах или первичной резистентности лимфом и лимфогранулематоза. Также проводятся клинические испытания такого подхода при множественной миеломе (миеломной болезни).
Идея, стоящая за этим подходом, заключается в том, что при последовательном, а не одновременном, назначении химиопрепаратов существует возможность довести дозу каждого из них до максимально переносимой (и тем самым повысить эффективность терапии), так как при этом не происходит суммирования гематологической токсичности, неизбежного при комбинировании химиопрепаратов. В то же время, поскольку в каждом курсе используется другой препарат, не имеющий перекрёстной резистентности с первым, и каждый из химиопрепаратов в рамках последовательности вводится только один раз, то резистентность опухоли к применяемым химиопрепаратам развиться не успевает. А если и разовьётся, то это не будет иметь клинического значения, так как следующий препарат «секвенса», обладая другим механизмом действия, «выбьет» резистентный к предыдущему препарату клон.

## Способ применения
До начала секвенциальной химиотерапии пациент должен быть выведен в ремиссию стандартными индукционными схемами, например DHAP. Секвенциальная химиотерапия при этом используется в качестве консолидации.

## Режим дозирования
| Курс      | Препарат      | Акроним названия режима химиотерапии | Доза             | Путь введения        |
| --------- | ------------- | ------------------------------------ | ---------------- | -------------------- |
| Первый    | Циклофосфамид | HD-CYC или HD-Cyc                    | ~4500-6000 мг/м² | Внутривенная инфузия |
| Второй    | Метотрексат   | HD-MTX или HD-Mtx                    | ~2500-8000 мг/м² | Внутривенная инфузия |
| Третий    | Цитарабин     | HDAC или HD-AraC                     | ~3000-6000 мг/м² | Внутривенная инфузия |
| Четвёртый | Этопозид      | HD-ETO или HD-Eto                    | ~1000-2000 мг/м² | Внутривенная инфузия |

После завершения секвенциальной химиотерапии обычно проводится стандартная «пре-трансплантационная» комбинированная высокодозная химиотерапия (например, по протоколу BEAM) и аутологичная трансплантация гемопоэтических стволовых клеток в качестве консолидации.
В зависимости от состояния пациента, вида лимфомы и переносимости химиотерапии, те или иные компоненты последовательности (например, цитарабин, метотрексат или этопозид, или даже 2-3 из них) могут быть пропущены либо дозы снижены.
В настоящее время немецкие исследователи, первоначально предложившие этот режим, постепенно отказываются от него, проводя 2 курса DHAP и затем сразу аутологичную трансплантацию стволовых клеток, так как считают, что нет доказательств, что применение секвенциальной химиотерапии после DHAP улучшает результаты лечения (показатели общей и безрецидивной выживаемости), а токсичность, стоимость и продолжительность лечения увеличиваются.